# Алан Джеймс Болл
Алан Джеймс Болл (англ. Alan James Ball; 12 травня 1946, Фарнворт — 25 квітня 2007, Ворсаш) — англійський футболіст, фланговий півзахисник. По завершенні ігрової кар'єри — футбольний тренер.
Як гравець насамперед відомий виступами за «Евертон», лондонський «Арсенал», а також національну збірну Англії, з якою ставав чемпіоном світу.

## Клубна кар'єра
Вихованець юнацьких команд футбольних клубів «Болтон Вондерерз» та «Блекпул».
У дорослому футболі дебютував 1962 року виступами за «Блекпул», в якому провів чотири сезони, взявши участь у 116 матчах чемпіонату.
Протягом 1966—1971 років захищав кольори «Евертона». За цей час виборов титул чемпіона Англії та став володарем Суперкубка Англії.
Своєю грою за команду привернув увагу представників тренерського штабу клубу «Арсенал», до складу якого приєднався 1971 року. Відіграв за «канонірів» наступні п'ять сезонів своєї ігрової кар'єри. Більшість часу, проведеного у складі лондонського «Арсенала», був основним гравцем команди.
Згодом, з 1976 по 1983 рік, грав у складі команд клубів «Саутгемптон», «Філадельфія Фьюрі», «Ванкувер Вайткепс», «Блекпул», «Саутгемптон» та «Істерн». Протягом цих років додав до переліку своїх трофеїв титул переможця Північноамериканської футбольної ліги.
Завершив професійну ігрову кар'єру у нижчоліговому клубі «Бристоль Роверс», за команду якого виступав протягом 1983—1984 років.

## Виступи за збірну
1965 року дебютував в офіційних матчах у складі національної збірної Англії. Протягом кар'єри у національній команді, яка тривала 11 років, провів у формі головної команди країни 72 матчі, забивши 8 голів.
У складі збірної був учасником чемпіонату світу 1966 року в Англії, здобувши того року титул чемпіона світу, чемпіонату Європи 1968 року в Італії, на якому команда здобула бронзові нагороди, та чемпіонату світу 1970 року у Мексиці.

## Кар'єра тренера
Розпочав тренерську кар'єру, ще продовжуючи грати на полі, 1980 року, ставши граючим тренером клубу «Блекпул».
Надалі очолював «Портсмут», «Сток Сіті», «Ексетер Сіті» та «Саутгемптон».
Останнім місцем тренерської роботи був клуб «Портсмут», команду якого Алан Джеймс Болл очолював як головний тренер до 1999 року, після чого відійшов від тренерської кар'єри і надалі працював радіо-і телекоментатором.
25 квітня 2007 року Болл намагався загасити пожежу, що виникла в саду його будинку. Під час цього у Болла стався серцевий напад. Смерть Алана Болла викликала у деяких шок. На «Гудісон Парк», штаб-квартиру його клубу «Евертон» пачками йшли листи. Перед матчами Прем'єр-ліги була оголошена хвилина мовчання.

## Титули і досягнення
- Чемпіон Англії (1):

«Евертон»: 1969-70
- Володар Суперкубка Англії (1):

«Евертон»: 1970
- Переможець Північноамериканської футбольної ліги (1):

«Ванкувер Вайткепс»: 1979
- Чемпіон світу (1):

1966